# Ligeti Ridge
Ligeti Ridge är en undervattensås i Antarktis. Den ligger i havet utanför Östantarktis. Argentina och Storbritannien gör anspråk på området.